# گری لوکس
گری لوکس (به انگلیسی: Gary Lux) (زاده ۲۶ ژانویه ۱۹۵۹) خواننده اتریشی است.
او نماینده اتریش در مسابقه آواز یوروویژن ۱۹۸۵ و مسابقه آواز یوروویژن ۱۹۸۷ بود.